# Городская аэромобильность
Городская аэромобильность, городская воздушная мобильность (англ. Urban Air Mobility, UAM)— это городские транспортные системы, которые перемещают людей по воздуху.

## Понятие
Аэрокосмическое агентство НАСА определяет городскую аэромобильность как «систему воздушных пассажирских и грузовых перевозок в городских районах, включая доставку небольших грузов и другие услуги систем беспилотных летательных аппаратов в городах». Европейское агентство авиационной безопасности (EASA) недавно открыло общественную консультацию для содействия инновациям и начала «разработки нормативно-правовой базы, обеспечивающей безопасную эксплуатацию в городах небольших самолетов с вертикальным взлетом и посадкой (VTOL)». Согласно отрасли, городская воздушная мобильность определяется как «услуги по требованию и автоматизированные пассажирские и грузовые авиаперевозки, как правило, без пилота».

## История
Разработка городского воздушного транспорта является ответом на проблемы автомобильных пробок в городах-миллионниках.
Аэромобильность развивается по пилотируемым и по беспилотным направлениям. В Гамбурге проект WiNDroVe (использование беспилотников в столичном регионе) осуществлялся с мая 2017 года по январь 2018 года. В Ингольштадте проект Urban Air Mobility был начат в июне 2018 года с участием Audi, Airbus, исследовательского центра Carisma, прикладного центра мобильности Fraunhofer, университета прикладных наук THI и других партнеров.
UAM планируют использовать в аварийных службах, транспортировке крови и органов, мониторинге движения, общественной безопасности и пассажирском транспорте. Немецкие, голландские и бельгийские города Маастрихт, Аахен, Хасселт, Херлен и Льеж присоединились к инициативе UAM Европейского инновационного партнерства по умным городам и сообществам (EIP-SCC). Тулуза, Франция, участвует в Европейской инициативе по городской воздушной мобильности. Проект координируется Airbus, европейским институциональным партнером Eurocontrol и EASA.

## Технологии
В октябре 2019 года городской воздушный транспорт осуществляется только на основе вертолётов.
В то же время, компании по всему миру проектируют и тестируют летательные аппараты вертикального взлёта и посадки (VTOL). На 7 сентября 2019 года некоммерческая организация «Общество вертикального полёта» (англ. Vertical Flight Society) насчитывает в своей базе данных 200 проектов и концепций электрических самолётов, которые разрабатываются аэрокосмическими компаниями, предпринимателями и изобретателями по всему миру.
Электролёты находятся на стадии разработки для городской воздушной мобильности. К ним относятся такие проекты, как CityAirbus, Lilium Jet или Volocopter, Ehang 216 и Boeing PAV.
На этапе разработки концепции самолёты городской авиации, обладающие возможностями VTOL, используются для вертикальных взлета и посадки на относительно небольшой площадке, чтобы избежать необходимости использования взлетно-посадочной полосы. Большинство конструкций являются электрическими и используют несколько роторов, чтобы минимизировать шум (из-за скорости вращения), обеспечивая при этом высокую устойчивость системы. Многие из них уже совершили свои первые полеты.
Самыми распространенными конфигурациями воздушных судов городской авиации являются мультикоптеры (такие как Volocopter) или так называемые конвертопланы с поворотным крылом (например, A³ Vahana). В первом типе используются только роторы с вертикальной осью, а во втором дополнительно установлены двигательные и плавучие системы для горизонтального полета (например, нагнетательный винт и крыло).

## Статус
Концепция уже реализована в Сан-Паулу (Бразилия). Там городская воздушная мобильность обеспечивается большим количеством вертолетов, чем в Нью-Йорке и Токио вместе взятыми. Вертолетные аэротакси уже доступны в Мехико (Мексика). Быстрое перемещение по воздуху по-прежнему связано с высокими затратами и вызывает значительный шум и высокое энергопотребление.

### Uber Elevate
В 2016 году американская компания Uber представила своё видение системы городского аэротакси — проект Uber Elevate. Представители компании договорились о партнёрстве с компаниями-разработчиками летательных аппаратов: Aurora Flight Sciences, Embraer, Bell Helicopter, Pipistrel Aircraft, Mooney. С космическим агентством NASA Uber заключили договор о совместной разработке ПО для будущих летающих такси.
Помимо разработок летательных аппаратов, Uber начала прорабатывать подходы к организации воздушного движения. Компания сотрудничает с Национальной ассоциацией управления воздушным движением и Федеральным управлением гражданской авиации США.
В ноябре 2017 года Uber представила концепцию работы городских аэротакси. Летательные аппараты будут перемещаться между оборудованными площадками Uber Skyport, которые расположатся на крышах небоскрёбов. Вызвать такси можно через мобильное приложение.
В 2019 году на выставке CES 2019 свою модель аэротакси для Uber представила компания Bell. Пятиместный Nexus сможет выполнять полёты на скорости до 241 км/час. Конвертоплан сможет перевозить пассажиров и грузы массой до 450 кг. Сейчас разработчики Bell работают над системой безопасности полёта для отработки поломок в воздухе.
В 2020 году Uber планирует запустить тестовую линию аэротакси. Дальность полёта составит 19 км. Это расстояние летательный аппарат преодолеет за 10 минут. Также тестовые полёты пройдут в Лос-Анжелесе и Далласе. Полноценное движение аэротакси Uber планирует запустить в 2023 году.

## Городская аэромобильность в России
В 2019 году договор о создании городской системы аэромобильности на базе вертолётного такси подписали между собой «Яндекс Такси» и «ВР-Технологии».
Участники консорциума, организованного по инициативе АНО "Аналитический центр «Аэронет», планируют запустить экспериментальную модель воздушного транспорта в 2025 году. Ожидается, что в консорциум могут войти несколько частных компаний, а также АО «Гражданские самолёты Сухого» (ГСС) и ПАО «Авиационный комплекс им. С. В. Ильюшина».

## Прогнозы
Согласно исследованию Porsche, рынок городской малой авиации будет активно расти после 2025 года.
По оценке аналитиков банка Morgan Stanley, к 2040 году рынок городских авиаперевозок будет иметь оборот от 0.6 до 2,9 триллиона долларов в год.

## Критика
По мнению главы производителя электрокаров Tesla Motors Илона Маска, массовое появление летающих автомобилей может представлять собой серьёзную опасность для людей:
«В будущем будет огромное множество летающих транспортных средств, хаотично перемещающихся в воздухе. Обязательно появятся те, кто не будет обслуживать свои автомобили должным образом. Это неминуемо приведет к падению с неба, скажем, покрышки, которая кому-нибудь оторвет голову».